# Królowie Zulusów

## Lista królówZulusów
- Mnguni
- Nkosinkulu
- Mdlani
- Luzumana
- Malandela kaLuzumana
- Ntombhela kaMalandela
- Zulu kaNtombhela (ok. 1709)
- Gumede kaZuludsaola
- Phunga kaGumede (?–1727)
- Mageba kaGumede (1727–1745)
- Ndaba kaMageba (1745–1763)
- Jama kaNdaba (1763–1781)
- Senzangakhona kaJama (1781–1816)
- Shaka kaSenzangakhona (1816–1828)
- Dingane kaSenzangakhona (1828–1840)
- Mpande kaSenzangakhona (1840–1872)
- Cetshwayo kaMpande (1872–1884)
- Dinuzulu kaCetshwayo (1884–1913)
- Solomon kaDinuzulu (1913–1933)
- Arthur Mshiyeni kaDinuzulu (regent 1933–1948)
- Cyprian Bhekuzulu kaSolomon (1948–1968)
- Israel Mcwayizeni KaSolomon (regent 1968–1971)
- Goodwill Zwelethini kaBhekuzulu (1971–2021)
- Mantfombi Dlamini (2021)
- Misuzulu Sinqobile kaZwelithini (2021-)